# Наджаф (футбольный клуб)
«Наджаф» (араб. نادي النجف لكرة القدم‎) — иракский футбольный клуб из города Наджаф, выступающий в Премьер Лиге. Основан в 1961 году. Домашние матчи проводит на стадионе «Наджаф», вмещающем 12 000 зрителей.

## История
В первые годы после своего основания клуб участвовал в региональных соревнованиях невысокого уровня, так как единого национального чемпионата в тот период не существовало. После создания в 1974 году национальной лиги «Наджаф» не вошёл в её состав. В сезоне 1977/78 в качестве клуба второго дивизиона участвовал в Кубке Ирака, но в первом же раунде уступил представителю высшего эшелона багдадской «Амане».
В сезоне 1987/88 клуб дебютировал в высшем дивизионе чемпионата Ирака и в своём первом сезоне занял последнее место среди 16 команд. Но благодаря изменению формата турнира на следующий сезон, «Наджаф» остался в высшем дивизионе, и в следующих сезонах был крепким середняком. С этого момента клуб не покидал высший дивизион.
Первые успехи к команде пришли в начале 1990-х, когда её возглавил Наджех Хумуд. В сезоне 1994/95 клуб впервые выиграл бронзовые медали, на следующий год стал серебряным призёром. В сезоне 1996/97 форвард клуба Али Хашим стал лучшим бомбардиром чемпионата с 19 мячами. В 1997 году клуб одержал победу в престижном национальном турнире Кубок Умм-аль-Маарак. В сезоне 2001/02 «Наджаф» стал полуфиналистом Кубка страны, а в следующем сезоне снова выиграл бронзу.
После 2003 года, при новом тренере Абдул-Гани Шахаде, клуб тоже добивался успехов. В 2004 году «Наджаф» лидировал в групповом турнире (чемпионат страны на первом этапе проводился в 4-х группах), но из-за обострения боевых действий турнир был приостановлен. Иракская федерация футбола предоставила «Наджафу» место в Азиатской лиге чемпионов, но Азиатская конфедерация не допустила команду к соревнованиям.
В сезоне 2005/06 клуб стал серебряным призёром чемпионата, в финальном матче по пенальти уступив клубу «Завраа». Этот результат позволил клубу отобраться в Азиатскую Лигу чемпионов, где в групповом этапе «Наджаф» стал третьим, пропустив вперёд сирийскую «Аль-Караму» и узбекский «Нефтчи». В чемпионате страны 2006/07 клуб выиграл бронзу, уступив в полуфинале будущему чемпиону «Эрбилю».
В следующих сезонах клуб выступал несколько менее удачно. В середине 2010-х он даже уступил звание сильнейшей команды города вновь образованному клубу «Нафт Аль-Васат», ставшему первым клубом из Наджафа, выигравшим чемпионат Ирака.

## Достижения
- Серебряный призёр чемпионата Ирака: 1995/96, 2005/06
- Бронзовый призёр чемпионата Ирака: 1994/95, 2002/03, 2006/07
- Лучшее[уточнить] достижение в Кубке Ирака — полуфинал (2001/02)
- Обладатель Кубка Умм-аль-Маарак: 1997

## Тренеры
- Ватик Наджи
- Наджех Хумуд (1988—1991, 1993—1999, 1999—2003)
- Абдул-Гани Шахад (1999, 2003—2008, 2010—2013)